# Kulaçtepe, Hazro
Kulaçtepe là một xã thuộc huyện Hazro, tỉnh Diyarbakır, Thổ Nhĩ Kỳ. Dân số thời điểm năm 2008 là 177 người.